# 18087 Yamanaka
18087 Yamanaka este un asteroid din centura principală de asteroizi.

## Descriere
18087 Yamanaka este un asteroid din centura principală de asteroizi. A fost descoperit pe 6 mai 2000 la Socorro, New Mexico, în cadrul proiectului LINEAR. Asteroidul prezintă o orbită caracterizată de o semiaxă mare de 2,44 ua, o excentricitate de 0,15 și o înclinație de 2,3° în raport cu ecliptica.